# Austroterobia partibrunnea
Austroterobia partibrunnea is een vliesvleugelig insect uit de familie Pteromalidae. De wetenschappelijke naam is voor het eerst geldig gepubliceerd in 1938 door Girault.